# История наблюдения за сверхновыми
Известная история наблюдения сверхновых восходит к 185 году н. э., когда появилась сверхновая SN 185, что является самым первым появлением сверхновой звезды, зарегистрированным человечеством. С тех пор было зарегистрировано несколько других вспышек сверхновых в галактике Млечный Путь. SN 1604, появившаяся в 1604 году, — самая последняя сверхновая, наблюдавшаяся невооружённым глазом в нашей галактике.
С появлением телескопа область открытия сверхновых расширилась на другие галактики. Эти явления дают важную информацию о расстояниях, в том числе между галактиками. Позже были разработаны успешные модели поведения сверхновых, что позволило достичь большего понимания роли сверхновых в процессе звёздообразования во вселенной. Согласно современным научным взглядам сверхновые по механизму взрыва делятся на два класса — термоядерный взрыв и коллапс ядра.

## История ранних веков
Взрыв сверхновой, сформировавший остаток сверхновой в Парусах, скорее всего, произошёл 10 000-20 000 лет назад.
Самая ранняя зарегистрированная сверхновая, известная как HB9, могла быть обнаружена и зарегистрирована неизвестными индийскими наблюдателями в 4500 ± 1000 гг. до н. э.
В 185 году нашей эры астрономы зафиксировали появление яркой звезды на небе и заметили, что прошло около восьми месяцев до момента её исчезновения с неба. Было замечено, что объект сверкает, как звезда, и не перемещается по небу, как комета. Эти наблюдения согласуются с появлением сверхновой, и считается, что это самая старая подтверждённая запись о сверхновой, сделанная человечеством. Вспышка SN 185 также могла быть описана в римской литературе, однако никаких записей не сохранилось. Предполагается, что газовая оболочка RCW 86 является остатком этого события, и недавние рентгеновские исследования показывают соответствие ожидаемому возрасту. Вспышка также была описана в «Истории империи Поздняя Хань», повествующей об истории Китая с 25 по 220 год нашей эры.
В 393 г. н. э. китайцы зафиксировали появление ещё одной «гостевой звезды», SN 393, в современном созвездии Скорпиона. Дополнительные неподтверждённые вспышки сверхновых могли наблюдаться в 369 г. н. э. (маловероятно, что сверхновая), 386 г. н. э. (также маловероятно), 437 г. н. э., 827 г. н. э. и 902 г. н. э. Однако они ещё не связаны с остатками сверхновых, и поэтому остаются только кандидатами в сверхновые. За период около 2000 лет китайские астрономы зафиксировали в общей сложности двадцать таких событий-кандидатов, включая более поздние взрывы, отмеченные исламскими, европейскими и, возможно, индийскими и другими наблюдателями.
Сверхновая SN 1006 появилась в южном созвездии Волка в 1006 году нашей эры. Это была самая яркая зарегистрированная звезда, когда-либо появлявшаяся на ночном небе, её присутствие было отмечено в Китае, Египте, Ираке, Италии, Японии и Швейцарии. Возможно, это событие также было отмечено во Франции, Сирии и Северной Америке. Египетский астролог Али ибн Ридван назвал яркость этой звезды равной четверти яркости Луны. Современные астрономы обнаружили слабый остаток этого взрыва и определили, что он находился всего в 7100 световых годах от Земли.
Сверхновая SN 1054 была ещё одним широко наблюдаемым событием: астрономы зафиксировали появление звезды в 1054 году. Возможно, событие также было зафиксировано, наряду с другими сверхновыми, предками пуэблоанцев в современном Нью-Мексико в виде петроглифа в форме четырёхконечной звезды. Этот взрыв произошёл в созвездии Тельца, где образовался остаток Крабовидной туманности. На пике светимость SN 1054 могла быть в четыре раза ярче Венеры, она оставалась видимой при дневном свете в течение 23 дней и была видна в ночном небе в течение 653 дней.
Меньше записей о сверхновой SN 1181, которая произошла в созвездии Кассиопеи чуть более чем через столетие после SN 1054. Однако это событие заметили китайские и японские астрономы. Пульсар 3C58 может являться звёздным реликтом этого события. Событие обсуждалось в научном сообществе долгое время и в 2021 году было предположено, что оно явилось обнаружением звезды Вольфа-Райе, а не вспышкой сверхновой.
Датский астроном Тихо Браге был известен своими тщательными наблюдениями за ночным небом из своей обсерватории на острове Вен. В 1572 году он отметил появление новой звезды также в созвездии Кассиопеи (позже звезда была названа SN 1572). Распространённым верованием в Европе в этот период времени была аристотелевская теория о том, что космос за Луной и планетами неизменен, поэтому наблюдатели утверждали, что это явление было неким явлением в атмосфере Земли. Однако Браге заметил, что объект оставался неподвижным из ночи в ночь, никогда не меняя своего параллакса, поэтому он должен лежать далеко. Он опубликовал свои наблюдения в книге De nova et nullius aevi memoria prius visa stella (лат. «О новой и ранее невидимой звезде») в 1573 году. Именно из названия этой книги произошёл современный термин «nova» для обозначения катаклизмических переменных звёзд. В 1952 году на месте вспышки был найден источник радиоизлучения, а в 1960 году остаток сверхновой был найден в оптическом диапазоне.
В 1592 году в корейской официальной летописи короля Сонджо, правившего в Корее, были описаны четыре различных звезды-гостьи, одна из них была неподвижна более трёх месяцев. Ни одна из них не была замечена ни в Китае, ни в Европе, откуда следует, что они не были яркими. Таким образом вариант сверхновой не является полностью достоверным, однако некоторыми исследователями признаётся.
Последней сверхновой, наблюдаемой в галактике Млечный Путь, была SN 1604, которую наблюдали 9 октября 1604 года. Несколько человек, в том числе Йоханнес ван Хек, отметили внезапное появление этой звезды, но именно Иоганн Кеплер прославился систематическим изучением самого объекта. Он опубликовал свои наблюдения в работе De Stella nova in pede Serpentarii (лат. «Новая звезда в ноге Змееносца»).
Галилей, как и Браге до него, тщетно пытался измерить параллакс этой новой звезды, а затем выступил против аристотелевского взгляда на неизменное небо. Остаток этой сверхновой был идентифицирован в 1941 году в обсерватории Маунт-Вилсон.
| Год вспышки                                     | 185     | 1006         | 1054                   | 1181      | 1572            | 1592        | 1604         |
| Сверхновая                                      | SN 185  | SN 1006      | SN 1054                | SN 1181   | SN 1572         | SN 1592     | SN 1604      |
| Созвездие                                       | Центавр | Волк         | Телец                  | Кассиопея | Кассиопея       | Кассиопея   | Змееносец    |
| Страна или часть света, где заметили сверхновую | Китай   | Азия, Африка | Азия, Америка          | Азия      | Европа, Азия    | Корея       | Европа, Азия |
| Длительность наблюдения, сутки                  | 225     | 240          | 710                    | 185       | 560             | 100         | 365          |
| Видимая звёздная величина в максимуме           | -4      | -6           | -5                     | 1         | -4.5            | 2           | -3.5         |
| Скорость расширения оболочки, км/с              | -       | -8 000       | -7 000                 | -8 000    | -10 000         | -           | -10 000      |
| Остаток сверхновой                              | RCW 86  | PKS 1459-41  | Крабовидная туманность | 3C 58     | SNR G120.1+01.4 | Кассиопея A | 3C 358       |
| Расстояние до остатка, кпк                      | 2-3     | 4            | 2                      | 8         | 5               | 3           | 10           |

## Наблюдение в телескоп
Истинная природа сверхновых какое-то время оставалась неясной. Наблюдатели постепенно пришли к распознаванию класса звёзд, которые подвержены долговременным периодическим колебаниям светимости. И Джон Рассел Хайнд в 1848 году, и Норман Погсон в 1863 году нанесли на карту звёзды, яркость которых резко изменялась. Однако их работа не получила большого внимания со стороны астрономического сообщества. Наконец, в 1866 году английский астроном Уильям Хаггинс провёл первые спектроскопические наблюдения новой звезды, обнаружив линии водорода в необычном спектре рекуррентной новой звезды T Северной Короны. Хаггинс предложил катаклизмический взрыв в качестве основного механизма, и его исследования вызвали интерес у других астрономов.
В 1885 году немецкий астроном Эрнст Хартвиг наблюдал вспышку, подобную новой, в направлении галактики Андромеды. S Андромеды увеличились до 6-й звёздной величины, затмив собой все ядро галактики, а затем исчезла, как новая звезда. В 1917 году Джордж У. Ритчи измерил расстояние до галактики Андромеды и обнаружил, что она находится гораздо дальше, чем считалось ранее. Это означало, что S Андромеды, которая не просто лежала вдоль линии видимости галактики, а фактически находилась в её ядре, выделила гораздо большее количество энергии, чем это было характерно для новой звезды
Ранние исследования этой новой категории новых звёзд были выполнены в 1930-х годах Вальтером Бааде и Фрицем Цвикки в обсерватории Маунт-Вилсон. Они определили в S Андромеды то, что считали типичной сверхновой. И определили как взрывное событие, высвободившее радиацию, примерно равную полной энергии Солнца, за 107 лет. Они решили назвать этот новый класс катаклизмических переменных сверхновыми и постулировали, что энергия генерируется гравитационным коллапсом обычных звёзд в нейтронные звезды. Название "сверхновые " впервые было использовано в лекции Цвикки в Калифорнийском технологическом институте в 1931 году, а затем было публично использовано в 1933 году на собрании Американского физического общества.
Хотя сверхновые — относительно редкое явление, происходящее в Млечном Пути в среднем примерно раз в 50 лет, наблюдения за далёкими галактиками позволили открывать и исследовать сверхновые чаще. Первым «охоту» за сверхновыми начал Цвикки в 1933 году. К нему в 1936 году присоединился Джозеф Дж. Джонсон из Калифорнийского технологического института. Используя 45-сантиметровый телескоп Шмидта в Паломарской обсерватории, они обнаружили двенадцать новых сверхновых в течение трёх лет, сравнив новые фотопластинки с эталонными изображениями внегалактических областей.
Самые первые объекты обозначались астрономами как переменные звезды (например, звезда Хартвига в Туманности Андромеды была названа S Андромеды) или как обычные новые (Nova UMa 1912, Nova Leo 1914). Только в 1930-е годы Цвикки предложил сохраняющийся до настоящего времени принцип присвоения обозначений: SN (сверхновая), год открытия и буква латинского алфавита, показывающая порядковый номер сверхновой в данном году.
В 1938 году Вальтер Бааде стал первым астрономом, идентифицировавшим туманность как остаток сверхновой, когда он предположил, что Крабовидная туманность была остатком SN 1054. Он отметил, что, хотя она и имела вид планетарной туманности, измеренная скорость расширения была слишком велика, чтобы подпадать под эту классификацию. В том же году Бааде впервые предложил использовать сверхновые типа Ia в качестве вторичного индикатора расстояния. Позже работа Аллана Сэндиджа и Густава Тамманна помогла усовершенствовать процесс, так что сверхновые типа Ia стали своего рода стандартной меркой для измерения больших расстояний в космосе.
Первая спектральная классификация этих далёких сверхновых была проведена Рудольфом Минковским в 1941 году. Он разделил их на два типа в зависимости от того, появлялись ли линии элемента водорода в спектре сверхновой. Позже Цвикки предложил дополнительные типы III, IV и V, хотя они больше не используются, и согласно современным теориям, по-видимому, связаны с отдельными типами пекулярных сверхновых. Дальнейшее подразделение категорий спектров привело к современной схеме классификации сверхновых.
После Второй мировой войны Фред Хойл работал над проблемой образования различных наблюдаемых структур во Вселенной. В 1946 году он предположил, что массивная звезда может генерировать необходимые термоядерные реакции, а ядерные реакции тяжёлых элементов ответственны за удаление энергии, недостаток которой приводит к возникновению гравитационного коллапса. Также коллапсирующая звезда может быть вращательно нестабильной и произвести взрывной выброс элементов, которые распределяются в межзвёздное пространство. Концепция быстрого ядерного синтеза, являющегося источником энергии для взрыва сверхновой, была разработана Хойлом и Уильямом Фаулером в 1960-х годах
В СССР работа по поиску сверхновых осуществлялась на Крымской станции ГАИШ, где был установлен телескоп-астрограф с объективом диаметром 40 см и очень большим полем зрения — почти 100 квадратных градусов, также этим занималась в Абастуманской астрофизической обсерватории на телескопе Шмидта с входным отверстием 33 см. В Европе наибольшее число открытий сверхновых происходило в обсерватории Асиаго в Италии, где работали два телескопа системы Шмидта. Общими усилиями в 1960-х и 1970-х гг. открывали до 20 сверхновых в год.
Первый управляемый компьютером поиск сверхновых был начат в 1960-х годах в Северо-Западном университете в Чикаго. Для этого был построен 24-дюймовый телескоп в обсерватории Корралитос в Нью-Мексико, положение которого можно было изменять под управлением компьютера. Каждую минуту телескоп показывал новую галактику, а наблюдатели проверяли изображение на экране монитора. Таким образом, было обнаружено 14 сверхновых в течение двух лет.

## 1970—1999 годы
Современная стандартная модель взрывов сверхновых типа Ia основана на предложении Уилана и Ибена в 1973 году и основана на сценарии переноса массы к выродившейся звезде-компаньону. В частности, за кривой блеска SN 1972e в NGC 5253, которая наблюдалась более года, следили достаточно долго, чтобы обнаружить, что после её широкого блеска («горба») сверхновая угасала с почти постоянной скоростью около 0,01 звездной величины в секунду. В переводе на другую систему единиц это почти то же самое, что и скорость распада кобальта −56 (56 Co), период полураспада которого составляет 77 дней. Соответствие как в общем производстве энергии, так и в скорости затухания между теоретическими моделями и наблюдениями в 1972 году привело к быстрому принятию модели вырожденного взрыва.
Начиная с 1980-х годов к поиску сверхновых подключились астрономы-любители; было выяснено, что с помощью небольших телескопов с объективами 20-30 см можно довольно успешно искать вспышки ярких сверхновых, систематически наблюдая визуально определённый набор галактик. Наибольшего успеха достиг священник из Австралии Роберт Эванс, которому удавалось с начала 1980-х годов открывать до 6 сверхновых ежегодно.
Благодаря наблюдению кривых блеска многих сверхновых типа Ia было обнаружено, что они имеют общий пик светимости. Измеряя светимость этих событий, можно с хорошей точностью оценить расстояние до галактики-хозяина. Таким образом, эта категория сверхновых стала весьма полезной в качестве стандартной меры для измерения космических расстояний. В 1998 году в рамках проекта High-Z Supernova Search и проекта Supernova Cosmology Project было обнаружено, что наиболее удалённые сверхновые типа Ia выглядят более тусклыми, чем ожидалось. Это послужило доказательством того, что расширение Вселенной может ускоряться.
Хотя с 1604 года в Млечном Пути не наблюдалось ни одной сверхновой звезды, похоже, что около 300 лет назад, примерно в 1667 или 1680 году, в созвездии Кассиопеи взорвалась сверхновая. Остаток этого взрыва, Кассиопея А, сильно затенен межзвездной пылью, возможно, именно поэтому он не привлёк к себе внимания. Однако его можно наблюдать в других частях спектра, и в настоящее время это самый яркий радиоисточник за пределами нашей Солнечной системы
В 1987 году сверхновая 1987A в Большом Магеллановом Облаке была замечена в течение нескольких часов после своего начала. Это была первая сверхновая, обнаруженная по нейтринному излучению, и первая, наблюдавшаяся во всех диапазонах электромагнитного спектра. Относительная близость этой сверхновой позволила провести детальное наблюдение, и это дало первую возможность проверить современные теории образования сверхновых на соответствие наблюдениям.
Скорость открытия сверхновых неуклонно росла на протяжении всего XX века. В 1990-х годах было запущено несколько программ автоматизированного поиска сверхновых. Программа поиска сверхновых была начата в 1992 году в обсерватории Лойшнера. В том же году к ней присоединилась программа автоматического телескопа Беркли. В 1996 году их сменил автоматический телескоп Кацмана в Ликской обсерватории, который в основном использовался для поиска сверхновых. К 2000 году в результате программы Lick было обнаружено 96 сверхновых, что сделало её самой успешной в мире программой поиска сверхновых.
В конце 1990-х годов было высказано предположение, что недавние остатки сверхновых можно найти, ища гамма-лучи от распада титана-44. Его период полураспада составляет 90 лет, и гамма-лучи могут легко пересекать галактику, что позволяет увидеть любые остатки сверхновых последнего тысячелетия или около того. Были обнаружены два источника: ранее обнаруженный остаток Cassiopeia A и остаток RX J0852.0-4622.
Этот остаток (RX J0852.0-4622) был найден перед (очевидно) большим остатком сверхновой звезды Vela. Гамма-лучи от распада титана-44 показали, что он должен был взорваться относительно недавно (возможно, около 1200 г. н. э.), но исторических записей об этом нет. Поток гамма- и рентгеновских лучей указывает на то, что сверхновая находилась относительно близко от Земли (возможно, на расстоянии 200 парсеков или 600 световых лет). Если это так, то это удивительное событие, потому что сверхновые звезды на расстоянии менее 200 парсеков, по оценкам астрономов, взрываются реже одного раза в 100 000 лет.

## С 2000 года
Сверхновая SN 2003fg была обнаружена в формирующейся галактике в 2003 году. Появление этой сверхновой изучалось в «реальном времени», и оно поставило несколько важных физических вопросов, поскольку кажется более массивной, чем позволяет предел Чандрасекара.
Впервые наблюдаемая в сентябре 2006 года сверхновая SN 2006gy, возникшая в галактике NGC 1260 (на расстоянии 240 миллионов световых лет), является самой большой и, до подтверждения светимости SN 2005ap в октябре 2007 года, самой яркой сверхновой из когда-либо наблюдавшихся. Её взрыв был по крайней мере в 100 раз ярче, чем любая ранее наблюдаемая сверхновая, при этом звезда-прародитель оценивается в 150 раз массивнее Солнца. Хотя событие имело некоторые характеристики сверхновой типа Ia, в её спектре был обнаружен водород. Считается, что SN 2006gy является вероятным кандидатом на роль сверхновой с парной нестабильностью. SN 2005ap, открытая Робертом Куимби, который также открыл SN 2006gy, была примерно в два раза ярче SN 2006gy и примерно в 300 раз ярче обычной сверхновой II типа.
21 мая 2008 года астрономы объявили, что впервые засняли на камеру сверхновую в момент её взрыва. Случайно вспышка рентгеновского излучения была замечена при наблюдении за галактикой NGC 2770, расположенной в 88 миллионах световых лет от Земли, и множество телескопов были направлены в ту сторону как раз вовремя, чтобы запечатлеть то, что было названо SN 2008D. «Это в конечном итоге подтвердило, что большой рентгеновский взрыв ознаменовал рождение сверхновой», — заявила Алисия Содерберг из Принстонского университета.
Одна из многих астрономов-любителей, ищущих сверхновые, Кэролайн Мур, член группы по поиску сверхновых в обсерватории Пакетта, нашла сверхновую SN 2008ha в ноябре 2008 года. В возрасте 14 лет она была объявлена самым молодым астрономом в истории, открывшим сверхновую. К 2007 году общее число открытых сверхновых приблизилось к 5000.
В 2009 году исследователи обнаружили нитраты в ледяных кернах из Антарктиды на глубинах, соответствующих известным сверхновым 1006 и 1054 годов нашей эры, а также примерно 1060 годам нашей эры. Нитраты, по-видимому, образовались из оксидов азота, созданных гамма-лучами сверхновых. Этот метод в состоянии обнаружить сверхновые, возраст которых составляет несколько тысяч лет.
15 ноября 2010 года астрономы, использующие рентгеновскую обсерваторию Чандра НАСА, объявили, что при просмотре остатка SN 1979C в галактике Мессье 100 они обнаружили объект, который может быть молодой 30-летней чёрной дырой. НАСА также отметило возможность того, что этот объект может быть вращающейся нейтронной звездой, производящей ветер из частиц высокой энергии.
24 августа 2011 года проект Palomar Transient Factory обнаружил новую сверхновую типа Ia (SN 2011fe) в галактике Вертушка (M101) вскоре после того, как она взорвалась. Находясь всего в 21 миллионе световых лет от Земли и обнаруженная столь рано после начала события, она позволила учёным узнать больше о ранних этапах жизни этих типов сверхновых.
16 марта 2012 года в галактике M95 была обнаружена сверхновая II типа, обозначенная как SN 2012aw.
22 января 2014 года студенты обсерватории Лондонского университета заметили взорвавшуюся звезду SN 2014J в соседней галактике M82 (галактика Сигара). Находящаяся на расстоянии около 12 миллионов световых лет сверхновая является одной из ближайших наблюдаемых за последние десятилетие.
Через несколько недель после того, как в январе 2018 года в спиральной галактике NGC 2525 взорвалась звезда, космический телескоп «Хаббл» в течение почти года делал последовательные фотографии образовавшейся сверхновой типа 1a, обозначенной как SN 2018gv.

## Будущее
Предполагаемая скорость образования сверхновых в галактике размером с Млечный Путь составляет примерно два раза в столетие. Это намного выше, чем фактическая наблюдаемая частота, что означает, что часть этих событий была скрыта от Земли межзвёздной пылью. Развёртывание новых инструментов, которые могут вести наблюдения в широком диапазоне электромагнитного спектра, наряду с детекторами нейтрино, означает, что следующее такое событие почти наверняка будет обнаружено астрономами с Земли.
По прогнозам обсерватории имени Веры Рубин, астрономам ещё предстоит обнаружить от трёх до четырёх миллионов сверхновых в течение следующего десятилетия, ведя исследования на широком диапазоне расстояний.